# Steve Duchesne
Pour les articles homonymes, voir Duchesne.
Steve Duchesne (né le 30 juin 1965 à  Sept-Îles dans la province de Québec au Canada), est un joueur retraité de hockey sur glace. Il a joué en tant que défenseur dans la Ligue nationale de hockey de 1986 à 2002.

## Carrière
Son équipe junior était les Voltigeurs de Drummondville dans la Ligue de hockey junior majeur du Québec (LHJMQ). Il n'a jamais été repêché, mais il a signé en tant que joueur autonome avec les Kings de Los Angeles le 4 octobre 1984. Il fut ensuite échangé aux Flyers de Philadelphie, puis en 1992, fut impliqué dans une importante transaction qui l'envoya ainsi que Ron Hextall, Kerry Huffman, les droits sur Peter Forsberg, Mike Ricci, le choix de 1er ronde des Flyers au repêchage d'entrée dans la LNH 1993 (Jocelyn Thibault), 15 millions de dollars et des considérations futures (Chris Simon et le choix de 1er ronde des Flyers en 1994 (plus tard échangé à Toronto et transféré à Washington qui repêchèrent Nolan Baumgartner). En retour, Les Flyers obtinrent Eric Lindros.
Il joua également avec les Blues de Saint-Louis et les Sénateurs d'Ottawa avant de retourner avec les Kings, puis avec les Flyers à nouveau.
Il joua ces 3 dernières saisons en carrière avec les Red Wings de Détroit, avec qui il participa à son 1000e match et qui lui permit de mettre la main sur sa toute première coupe Stanley en carrière et ce, à sa dernière saison.

## Statistiques de carrière
| Saison      | Équipe                      | Ligue       |       | Saison régulière | Saison régulière | Saison régulière | Saison régulière | Saison régulière | Saison régulière |    | Séries éliminatoires | Séries éliminatoires | Séries éliminatoires | Séries éliminatoires | Séries éliminatoires | Séries éliminatoires |
| Saison      | Équipe                      | Ligue       | PJ    | B                | A                | Pts              | Pun              | +/-              | PJ               | B  | A                    | Pts                  | Pun                  | +/-                  |                      |                      |
| 1983-1984   | Voltigeurs de Drummondville | LHJMQ       | 67    | 1                | 34               | 35               | 79               | -                |                  |    |                      |                      |                      |                      |                      |                      |
| 1984-1985   | Voltigeurs de Drummondville | LHJMQ       | 65    | 22               | 54               | 76               | 94               | -                | 5                | 4  | 7                    | 11                   | 8                    | -                    |                      |                      |
| 1985-1986   | Nighthawks de New Haven     | LAH         | 75    | 14               | 35               | 49               | 76               | -                | 5                | 0  | 2                    | 2                    | 9                    | -                    |                      |                      |
| 1986-1987   | Kings de Los Angeles        | LNH         | 75    | 13               | 25               | 38               | 74               | 8                | 5                | 2  | 2                    | 4                    | 4                    | -8                   |                      |                      |
| 1987-1988   | Kings de Los Angeles        | LNH         | 71    | 16               | 39               | 55               | 109              | 0                | 5                | 1  | 3                    | 4                    | 14                   | -5                   |                      |                      |
| 1988-1989   | Kings de Los Angeles        | LNH         | 79    | 25               | 50               | 75               | 92               | 31               | 11               | 4  | 4                    | 8                    | 12                   | -4                   |                      |                      |
| 1989-1990   | Kings de Los Angeles        | LNH         | 79    | 20               | 42               | 62               | 36               | -3               | 10               | 2  | 9                    | 11                   | 6                    | -2                   |                      |                      |
| 1990-1991   | Kings de Los Angeles        | LNH         | 78    | 21               | 41               | 62               | 66               | 19               | 12               | 4  | 8                    | 12                   | 8                    | 7                    |                      |                      |
| 1991-1992   | Flyers de Philadelphie      | LNH         | 78    | 18               | 38               | 56               | 86               | -7               |                  |    |                      |                      |                      |                      |                      |                      |
| 1992-1993   | Nordiques de Québec         | LNH         | 82    | 20               | 62               | 82               | 57               | 15               | 6                | 0  | 5                    | 5                    | 6                    | 0                    |                      |                      |
| 1993-1994   | Blues de Saint-Louis        | LNH         | 36    | 12               | 19               | 31               | 14               | 1                | 4                | 0  | 2                    | 2                    | 2                    | -1                   |                      |                      |
| 1994-1995   | Blues de Saint-Louis        | LNH         | 47    | 12               | 26               | 38               | 36               | 29               | 7                | 0  | 4                    | 4                    | 2                    | 0                    |                      |                      |
| 1995-1996   | Sénateurs d'Ottawa          | LNH         | 62    | 12               | 24               | 36               | 42               | -23              |                  |    |                      |                      |                      |                      |                      |                      |
| 1996-1997   | Sénateurs d'Ottawa          | LNH         | 78    | 19               | 28               | 47               | 38               | -9               | 7                | 1  | 4                    | 5                    | 0                    | -3                   |                      |                      |
| 1997-1998   | Blues de Saint-Louis        | LNH         | 80    | 14               | 42               | 56               | 32               | 9                | 10               | 0  | 4                    | 4                    | 6                    | -8                   |                      |                      |
| 1998-1999   | Kings de Los Angeles        | LNH         | 60    | 4                | 19               | 23               | 22               | -6               |                  |    |                      |                      |                      |                      |                      |                      |
| 1998-1999   | Flyers de Philadelphie      | LNH         | 11    | 2                | 5                | 7                | 2                | 0                | 6                | 0  | 2                    | 2                    | 2                    | 2                    |                      |                      |
| 1999-2000   | Red Wings de Détroit        | LNH         | 79    | 10               | 31               | 41               | 42               | 12               | 9                | 0  | 4                    | 4                    | 10                   | 2                    |                      |                      |
| 2000-2001   | Red Wings de Détroit        | LNH         | 54    | 6                | 19               | 25               | 48               | 9                | 6                | 2  | 4                    | 6                    | 0                    | 0                    |                      |                      |
| 2001-2002   | Red Wings de Détroit        | LNH         | 64    | 3                | 15               | 18               | 28               | 3                | 23               | 0  | 6                    | 6                    | 24                   | 6                    |                      |                      |
| Totaux LNH  | Totaux LNH                  | Totaux LNH  | 1 113 | 227              | 525              | 752              | 824              | 88               | 121              | 16 | 61                   | 77                   | 96                   | -14                  |                      |                      |
| Total LAH   | Total LAH                   | Total LAH   | 75    | 14               | 35               | 49               | 76               | -                | 5                | 0  | 2                    | 2                    | 9                    | -                    |                      |                      |
| Total LHJMQ | Total LHJMQ                 | Total LHJMQ | 132   | 23               | 88               | 111              | 173              | -                | 5                | 4  | 7                    | 11                   | 8                    | -                    |                      |                      |

### Statistiques en équipe nationale
| Année               | Équipe              | Compétition         |    | PJ | B | A | Pts | Pun               |  | Résultat |
| 1994                | Canada              | CM                  | 6  | 0  | 1 | 1 | 0   | Médaille d'or     |  |          |
| 1996                | Canada              | CM                  | 8  | 1  | 3 | 4 | 4   | Médaille d'argent |  |          |
| Total Équipe Canada | Total Équipe Canada | Total Équipe Canada | 14 | 1  | 4 | 5 | 4   |                   |  |          |

## Honneur et Trophée
- Ligue canadienne de hockey
  - Membre de la 1re équipe d'étoile de la Ligue de hockey junior majeur du Québec en 1985.
- Ligue nationale de hockey
  - Membre de l'équipe d'étoiles des recrues en 1987.
  - 3 participations au Match des étoiles de la LNH, 1989, 1990 et 1993.
  - Gagnant de la Coupe Stanley en 2002.

## Transactions en carrière
- 1er octobre 1984, signe à titre d'agent libre avec les Kings de Los Angeles.

- 30 mai 1991, échangé par Los Angeles aux Flyers de Philadelphie avec Steve Kasper et le choix de quatrième ronde des Kings au repêchage de 1991 (Aris Brimanis) en retour de Jari Kurri et Jeff Chychrun.

- 30 juin 1992, échangé par Philadelphie aux Nordiques de Québec avec Peter Forsberg, Kerry Huffman, Mike Ricci, Ron Hextall, le choix de première ronde des Flyers au repêchage de 1993 (Jocelyn Thibault), 15 millions de dollars et des considérations futures (Chris Simon et le choix de première ronde des Flyers en 1994 (échangé par la suite aux Maple Leafs de Toronto qui y sélectionnent Nolan Baumgartner)) en retour de Eric Lindros.

- 23 janvier 1994, échangé par Québec aux Blues de Saint-Louis avec Denis Chassé en retour de Garth Butcher, Ron Sutter et Bob Bassen.

- 4 août 1995, échangé par Saint-Louis aux Sénateurs d'Ottawa en retour du choix de deuxième ronde des Sénateurs aux repêchage de 1996 (échangé par la suite aux Sabres de Buffalo qui y sélectionnent Cory Sarich).

- 25 août 1997, échangé par Ottawa aux Blues de Saint-Louis en retour de Igor Kravchuk.

- 2 juillet 1998, signe à titre d'agent libre avec les Kings de Los Angeles.

- 23 mars 1999, échangé par Los Angeles aux Flyers de Philadelphie en retour de Dave Babych et du choix de cinquième ronde des Flyers au repêchage de 2000 (Nathan Marsters).

- 3 septembre 1999, signe à titre d'agent libre avec les Red Wings de Détroit.

- 20 octobre 2002, annonce officiellement sa retraite de la compétition.

### Référence
1. ↑  (en) « Steve Duchesne hockey statistics & profile », sur The Internet Hockey Database et « name - Statistiques », sur www.nhl.com.

- (en) historique du joueur sur : http://legendsofhockey.net